# Razbora Hengelova
Razbora Hengelova (Trigonostigma hengeli (Meinken, 1956)) je sladkovodní paprskoploutvá ryba z čeledi kaprovitých.

## Popis
Razbora Hengelova je drobná rybka dorůstající délky 3 cm. Zbarvení je světle zelenavé s výraznou oranžovou proužkou nad černou trojúhelníkovou skvrnou v zadní polovině těla. Hřbetní a ocasní ploutev je žlutavá.

## Rozšíření
Razbora Hengelova pochází ze Sumatry a Bornea (Indonésie). Typový exemplář pochází z řeky Tambesi – přítoku sumaterské Batang Hari.

## Význam
Razbora Hengelova je akvarijní ryba.